# ゴルデールの谷
ゴルデールの谷（英語:Gordale Scar）は、イングランド・ノース・ヨークシャー州のマラム近郊にある石灰岩の峡谷である。
石灰岩が突き出す崖の高さは100m以上に達し、2つの滝が存在する。峡谷は、過去300万年にわたり、氷河の溶けた水によって作られた。
現在では、マラムの観光スポットの一つとなっている。